# Рокабили
Рокабили (на английски: rockabilly) е ранен поджанр на музикалния жанр рокендрол, смесица от американа, кънтри, суинг, блус.
Рокабили стилът обикновено включва кожено или спортно яке, сако или елече, съчетано с панталон или дънки, еспадрили, мокасини, кожени ботуши или най-вече крийпърси (обувки с много дебела подметка), небрежно веещ се перчем и пригладена до зализване зад ушите коса, или прическа помпадур (pompadour) или флат топ (flattop). Характерните инструменти при музицирането са хармоника, контрабас, банджо, китари – акустични и електрически, барабани, саксофон, тромпет, пиано. Част от тази субкултура са Honkey Tonk и Pin Up мадамите, автомобилите Hot Rod.
Едни от най-изявените рокабили изпълнители са: Джони Бърнет, Джони Кеш, Джийн Винсънт, Джон Лейтън, Crazy Cavan, Stray Cats, Елвис Пресли, Рокабили Ривайвъл, Levi Dexter, Бил Хейли, Крис Айзък, Lee Rocker & Big blue, Карл Пъркинс, The Paladins и др.